# Mário Zagallo
Mário Jorge Lobo Zagallo (født 9. august 1931 i Maceió, Brasilien, død 5. januar 2024 i Rio de Janeiro) var en brasiliansk fodboldspiller og senere træner, og den ene af kun to personer nogensinde, der har vundet VM i fodbold tre gange (den anden er Pelé). Det skete ved VM i 1958 og VM i 1962 som spiller, og ved VM i 1970 som brasilianernes træner.
Zagallo spillede som aktiv mellem 1948 og 1965 og var primært tilknyttet klubberne Flamengo og Botafogo. Hans position på banen var som angriber. For Brasiliens landshold vandt han guld ved VM i både 1958 og 1962
Efter at have indstillet sin aktive karriere blev Zagallo træner, og er bedst kendt for i tre omgange (1967-1968, 1970-1974 og 1994-1998) at stå i spidsen for det brasilianske landshold. Her førte han holdet til VM-titlen i 1970, hans tredje personlige VM-titel. Han førte også holdet til finalen ved VM i 1998, hvor man dog måtte se sig besejret af værterne fra Frankrig. Han ledte også holdet til guld i Copa América og Confederations Cup i 1997.
Udover jobbet som brasiliansk landstræner stod Zagallo i spidsen for blandt andet Saudi-Arabien og Emiraterne, samt hans gamle klubber som aktiv, Flamengo og Botafogo.